# Siler
Siler is een geslacht van spinnen uit de familie springspinnen (Salticidae).

## Soorten
De volgende soorten zijn bij het geslacht ingedeeld:
- Siler bielawskii Żabka, 1985
- Siler collingwoodi (O. P.-Cambridge, 1871)
- Siler cupreus Simon, 1889
- Siler flavocinctus (Simon, 1901)
- Siler hanoicus Prószyński, 1985
- Siler lewaense Prószyński & Deeleman-Reinhold, 2010
- Siler pulcher Simon, 1901
- Siler semiglaucus (Simon, 1901)
- Siler severus (Simon, 1901)